# ربض كبير الثمار

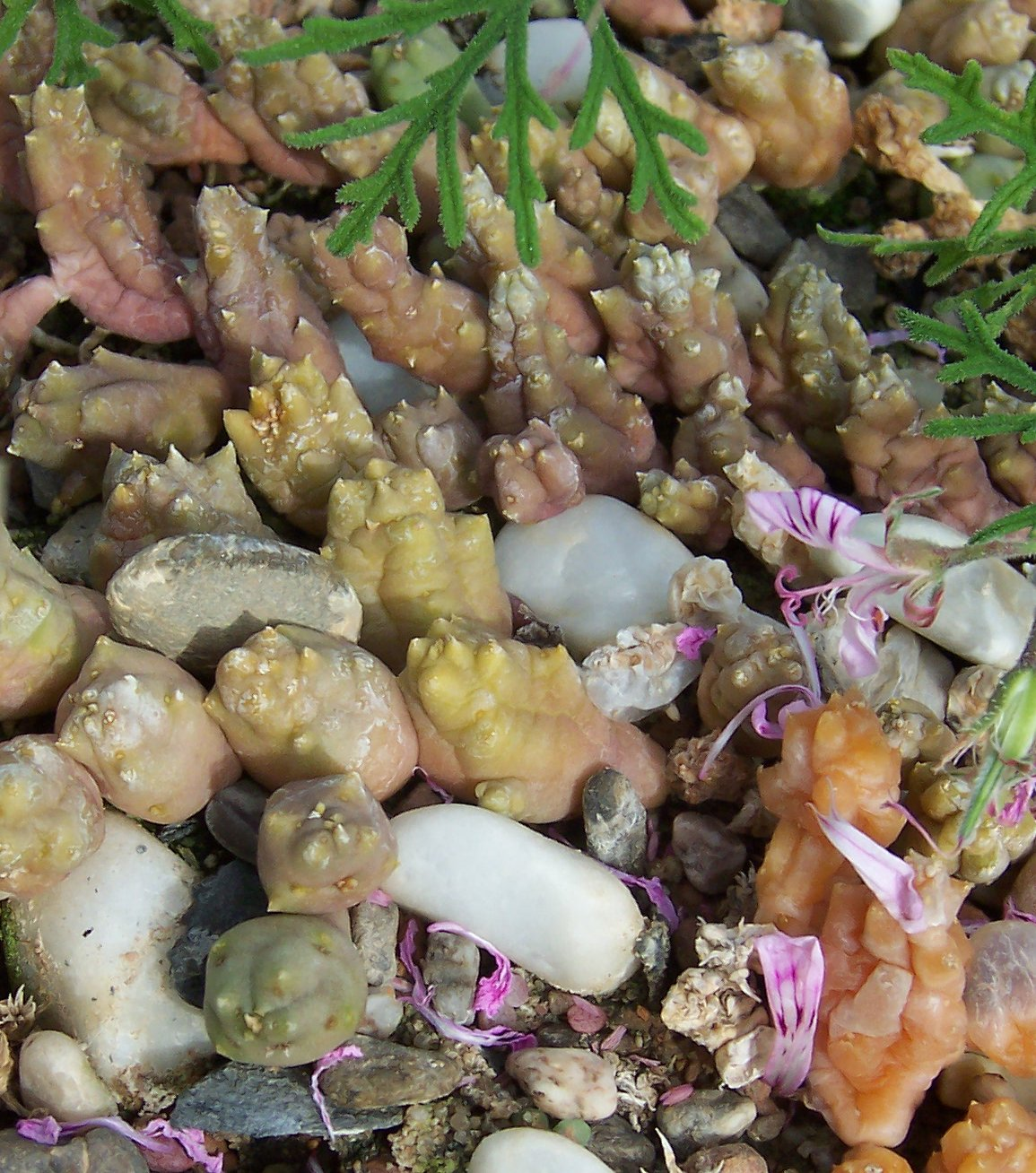

ربض كبير الثمار (الاسم العلمي:Huernia macrocarpa) هو نوع غير مؤكد من النباتات يتبع جنس الربض من الفصيلة الدفلية.